# Eupithecia serenata
Eupithecia serenata är en fjärilsart som beskrevs av Otto Staudinger 1896. Eupithecia serenata ingår i släktet Eupithecia och familjen mätare. Inga underarter finns listade i Catalogue of Life.